# Bni Oukil
Bni Oukil (àrab بني وكيل) és una comuna rural de la província de Fquih Ben Salah de la regió de Béni Mellal-Khénifra. Segons el cens de 2014 tenia una població total de 15.260 persones.